# Girma Tekle
Girma Tekle est un footballeur éthiopien des années 1960.

## Biographie
International éthiopien, Girma Tekle dispute la CAN 1962, où il inscrit un but en demi-finale contre la Tunisie et un but en finale contre la République arabe unie, remportant par la même occasion le tournoi. 
Il dispute l'année suivante la CAN 1963, termine quatrième, inscrivant à nouveau un but contre la Tunisie.

## Palmarès
- Vainqueur de la Coupe d'Afrique des nations 1962 avec l'équipe d'Éthiopie